# Falu-Kuriren
Falu-Kuriren, som är Dalarnas största dagstidning och en del av Dalarnas Tidningar, är en sexdagarstidning med huvudsaklig spridning i Falun, Siljanstrakten och Västerdalarna. Tidningen är oberoende liberal.
Tidningen hade en upplaga på  29 000 exemplar år 2002[källa behövs] och cirka 20 000 2019.

## Historik

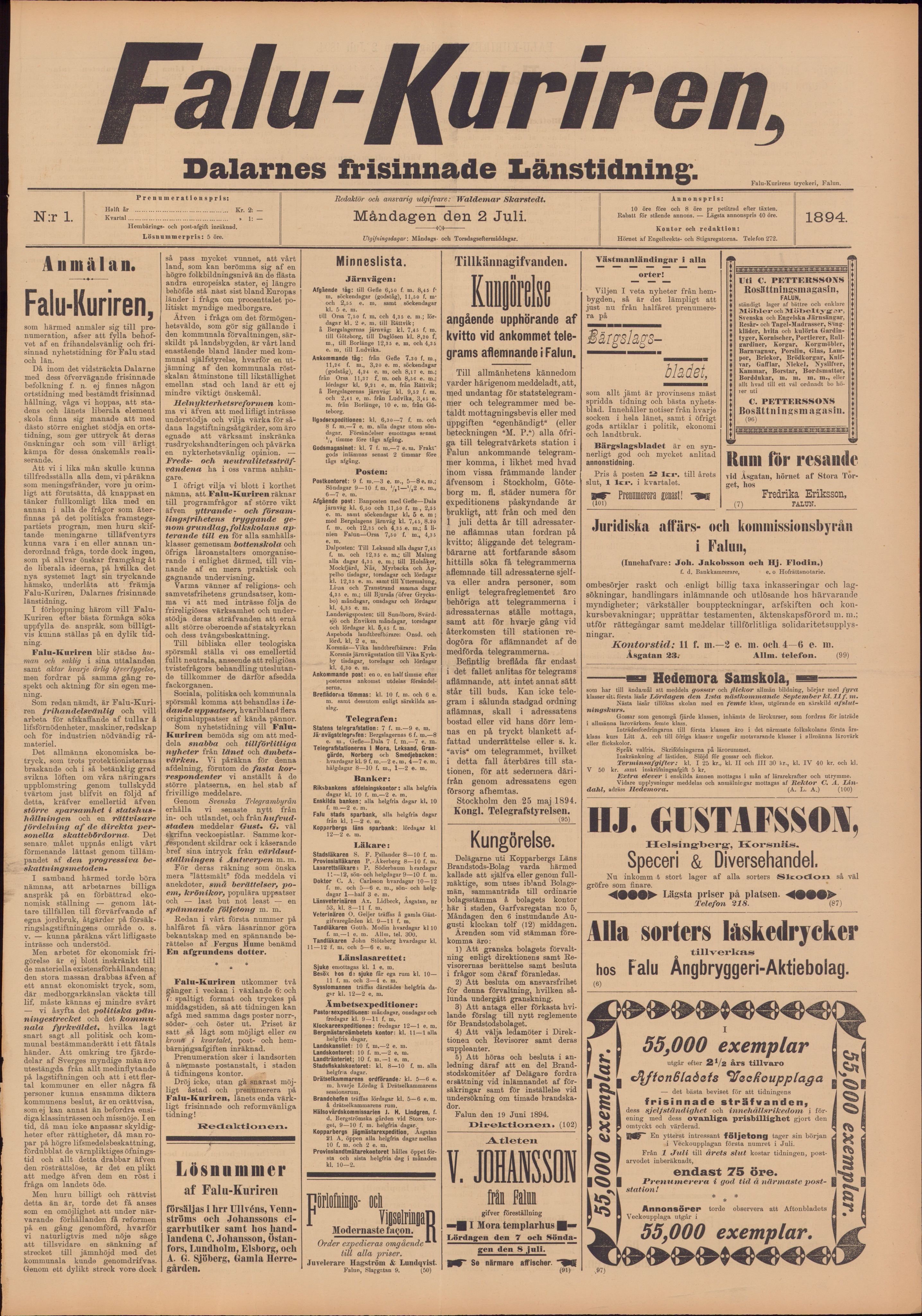
Falu-Kurirens första ordinarie nummer.

Första numret kom ut 2 juli 1894. Falu Kuriren grundades av Waldemar Skarstedt, (1861−1931) på initiativ av klädeshandlanden Magnus Johanson (1856−1943), liberal frikyrkoman, nykterhetsman och lokalpolitiker i Falun, och Eric Rosén, baptistpastor i Falun och Hudiksvall. Skarstedt hade med framgång varit redaktör för Hudiksvalls Allehanda 1888–1894.
Åren 1923–1991 utkom Gammalt och nytt från Dalarna, som sammanfattade flera tidigare årgångar av tidningens innehåll.
Från 1927 var Falu-Kuriren sexdagarstidning.
Vid Skarstedts död 1931 blev Rudolf Bengtsson biträdande ekonomichef. Bengtsson blev senare huvudägare och från 1941 verkställande direktör. Detta blev grunden till Bengtssons Tidnings AB som skulle komma att kontrollera flertalet tidningar i Dalarna. År 1987 konsoliderades detta ägare i Dalarnas Tidningar.
År 1966 uppgick Dala-Tidningen i Falu-Kuriren.
I december 2007 meddelades det att Mittmedia köpt Dalarnas Tidningar av Bengtsson Tidnings AB.